# Нагрудний знак «За наукові досягнення» (НАН України)
Нагрудний знак «За наукові досягнення» — відзнака Національної академії наук України заснована 28 вересня 2005 року, згідно з Постановою № 197 Президії НАН України, одна з найвищих персональних відомчих нагород за визначні досягнення у розвиткові фундаментальних та прикладних наукових досліджень, підвищенні міжнародного авторитету вітчизняної науки і її провідних шкіл, реалізації соціальної та економічної політики держави, розробці й впровадженні нових наукових рішень, ефективних технологій та зміцненні науково-технічного потенціалу України вагомими здобутками. Відзнакою нагороджуються наукові працівники установ і організацій НАН України, які досягли значних успіхів у відповідних сферах діяльності. Повідомлення про нагородження Відзнакою публікується у журналі «Вісник Національної академії наук України».

## Нагрудний знак
Нагрудний виготовляється зі срібла, покритого шаром золота, та складається з двох основних елементів: колодки й медальйона — підвіски, які з'єднуються між собою за допомогою круглого і фігурного вушка. Колодка має форму фігурної трапеції, покритої синьою муаровою стрічкою. В нижній частині колодки розташовано фігурне вушко. Загальна довжина колодки з вушком 37 мм.
Медальйон класичної круглої форми діаметром 32 мм з випуклим бортиком вздовж краю та круглим вушком:
- на аверсі зображено будівлю Президії Національної академії наук України (Київ, вулиця Володимирська, № 54) та у правому верхньому кутку — гілку каштана. В нижній третині — рельєфний напис у чотири рядки: «НАЦІОНАЛЬНА АКАДЕМІЯ НАУК УКРАЇНИ»;
- на реверсі горизонтально у три рядки написано: «ЗА НАУКОВІ ДОСЯГНЕННЯ». В нижній частині розміщено дві випуклі лаврові гілки[1].

Нагрудний знак носиться з правого боку грудей і розміщується нижче знаків державних нагород України та Золотої медалі імені Володимира Вернадського НАН України.

## Лауреати[2]
2006
- Дзюба Іван Михайлович;
- Косенко Іван Семенович;

2007
- Гожик Петро Федосійович;
- Головенко Микола Якович[3];
- Кошечко В'ячеслав Григорович;
- Кремень Василь Григорович;
- Мєшков Юрій Якович;
- Назарчук Зіновій Теодорович;
- Походенко Віталій Дмитрович;
- Скляренко Віталій Григорович[4];

2008
- Антонов Віктор Миколайович;
- Горбулін Володимир Павлович;
- Кушнір Роман Михайлович;
- Моргун Володимир Васильович;
- Мриглод Ігор Миронович;
- Стасюк Ігор Васильович;

2009
- Гамалія Микола Федорович[5];
- Коваль Юрій Миколайович;
- Кривцун Ігор Віталійович;
- Півняк Геннадій Григорович;
- Юхновський Ігор Рафаїлович;

2010
- Валах Михайло Якович[6];
- Єльська Ганна Валентинівна;
- Лисиця Михайло Павлович[6];
- Мачулін Володимир Федорович[6];
- Шемшученко Юрій Сергійович;

2011
- Загородній Анатолій Глібович;
- Зінов'єв Геннадій Михайлович;
- Ківа Дмитро Семенович[7];
- Кордюм Віталій Арнольдович;
- Молодкін Вадим Борисович;

2012
- Ізотов Юрій Іванович;
- Масалов Сергій Олександрович[8];
- Остафійчук Богдан Костянтинович;
- Толмачов Олександр Володимирович;

2013
- Гусинін Валерій Павлович;
- Комісаренко Сергій Васильович;

2015
- Лібанова Елла Марленівна;
- Шульженко Олександр Олександрович[9];

2016
- Гриньов Борис Вікторович;
- Івасишин Орест Михайлович;

2017
- Єрмоленко Світлана Яківна;
- Уваров Віктор Миколайович;

2019
- Головач Юрій Васильович;
- Даниленко Віктор Михайлович;
- Ємельянов Володимир Олександрович;

2020
- Лісачук Георгій Вікторович[10];
- Макара Володимир Арсенійович;
- Товажнянський Леонід Леонідович[10];
- Сокол Євген Іванович[10];
- Фельдман Геннадій Михайлович;
- Шаповалов Віктор Олександрович;

2021
- Гутлянський Володимир Якович;
- Хіміч Олександр Миколайович;

2022
- Носовський Анатолій Володимирович;

2023
- Шаповал Володимир Миколайович;

2024
- Кнопов Павло Соломонович.